# مارك بيكر (سياسي أسترالي)
مارك بيكر (بالإنجليزية: Mark Baker)‏ هو سياسي أسترالي، ولد في 31 ديسمبر 1958 في أستراليا. حزبياً، نشط في الحزب الليبرالي الأسترالي. وقد انتخب عضو مجلس النواب الأسترالي عن دائرة Division of Braddon ‏ (9 أكتوبر 2004 – 24 نوفمبر 2007).